# François Marie Clément de La Roncière
Pour les articles homonymes, voir Clément de La Roncière et La Roncière.
François Marie, comte Clément de La Roncière, né le 2 février 1773 à Amiens (province de Picardie) et mort le 28 juillet 1854 à Incarville (Eure), est un général français de la Révolution et de l'Empire. Revenu à la vie civile, il s'emploie aux affaires de la commune d'Incarville dont il est maire entre 1846 et 1854.

## Biographie
Fils de François Nicolas Clément, seigneur de La Roncière, procureur au Parlement et receveur général des aides d'Amiens et de Claude Françoise Ebaudy de Bricon, François Marie de La Roncière entre à vingt ans comme simple soldat au 13e régiment de chasseurs à cheval à l'armée du Nord le 1er mars 1793.
L'ascension de François Marie Clément de La Roncière est très rapide : maréchal des logis le 15 mai 1793, il est nommé sous-lieutenant le 10 juin, puis lieutenant le 1er septembre de la même année. En l'an II et en l'an III, il sert aux armées du Nord et de Sambre-et-Meuse, et est promu au grade de capitaine le 23 septembre 1795. Il est ensuite détaché et affecté à l'armée du Rhin où il remplit les fonctions d'officier d'état-major auprès du général François Joseph Lefebvre et ne revient dans son régiment que le 30 juin 1796. Étant rentré à son régiment, il le suit en l'an V à l'armée d'Italie et à l'armée de Rome.
En 1797, il passe à l'armée d'Italie et ne tarde pas à y accomplir des exploits épiques, ce qui lui vaut d'être promu chef d'escadron le 19 février 1797. En 1798, il sert à l'armée de Rome, puis l'année suivante à l'armée de Naples et il participe au dur combat de Modène. À la bataille de la Trebbia, il est blessé d'un coup de feu à la jambe gauche, mais parvient à battre l'ennemi à Monte-Alto : il attaque, avec 150 chevaux, une division de 6 000 hommes, dont 800 de cavalerie, la met en déroute et lui fait 1 000 prisonniers. Cette belle victoire lui vaut d'être nommé le 19 juin 1799 colonel à titre provisoire « à la suite » du 19e régiment de chasseurs, et il prend le commandement du 16e dragons le 10 juillet suivant.
Il fait la campagne de l'an VII à l'armée de Naples, et est envoyé en l'an IX à l'armée gallo-batave. Il participe au combat de Nuremberg et sert jusqu'en l'an X sous Augereau. Le 18 décembre 1800, il est sous les ordres de Treillard. En l'an XII, tandis que son régiment, qui a fait partie du camp de Compiègne, tient garnison à Soissons, il reçoit le 11 décembre 1803, la décoration de chevalier de la Légion d'honneur et celle d'officier le 14 juin 1804. 
Il réintègre la Grande Armée en septembre 1805 et il est promu commandeur de la Légion d'honneur le 25 décembre 1805. Il est versé à la 3e division de dragons, sous Beaumont, puis à la brigade Vagnair en octobre 1806. Le 31 décembre 1806, l'Empereur le fait général de brigade de cavalerie, affecté à la 2e division de grosse cavalerie de Saint-Sulpice - 1er et 5e Cuirassiers. Le 19 mars 1808, il est créé baron de l'Empire et, le 15 octobre suivant, il passe à l'armée du Rhin. Le 1er avril 1809, il est à l'armée d'Allemagne et se bat avec panache et courage à Eckmühl. Le 22 avril 1809, il est blessé de onze coups de sabre et d'un coup de feu, et doit être amputé du bras gauche. Il est à peine guéri de sa blessure lorsque Napoléon lui donne à commander le 10 juin une brigade de la division d'Hautpoul à l'armée de réserve. Le 11 juin, il le récompense de ses services par le grade de général de division.
Le 8 août, il est nommé commandant de l'école de cavalerie de Saint-Germain-en-Laye, poste qu'il occupe jusqu'en août 1812. Il reçoit le 8 septembre 1812 le commandement de la 27e division militaire puis le 27 avril 1814, celui du Piémont en remplacement du prince Camille Borghèse.
Il occupe ce poste lors des événements de 1814, et fait sa soumission au nouveau gouvernement. Louis XVIII le fait chevalier de Saint-Louis le 24 juillet 1814, puis comte en 1815. Mis à la retraite le 6 octobre 1815, il est rappelé à l'activité le 7 février 1831, et est nommé inspecteur-général de cavalerie dans les 2e et 3e divisions militaires le 17 mars.
En 1834, Louis-Philippe Ier lui confie une inspection générale de gendarmerie et l'attache à la commission de cette arme. Passé en cadre de réserve en 1835, il est élevé à la dignité de grand officier de la Légion d'honneur le 30 avril 1835, puis mis en retraite. Il meurt à Incarville dans l'Eure, le 28 juillet 1854, ville dont il aura été le maire pendant 8 ans.
Son nom est gravé sur l'arc de triomphe de l'Étoile, côté Est.

## Distinctions
- Grand officier de la Légion d'honneur[3].
- Chevalier de l'ordre royal et militaire de Saint-Louis

## Famille
D'un premier mariage avec une Hollandaise, Wilhelmine von Metting, épousée en 1801, le général de La Roncière eut un fils, Émile (né à Bréda), protagoniste en 1835 d'une des plus retentissantes affaires judiciaires du XIXe siècle. Son second fils, Camille Adalbert, né de son union avec Adélaïde Le Noury de La Guignardière († 1843), devient quant à lui officier de marine et se distingue en 1870 pendant le siège de Paris.
La sépulture familiale se trouve dans le cimetière d'Incarville : le général repose aux côtés de sa troisième épouse Henriette Vasselin-Desfossés, d'un mariage ayant eu lieu en 1845.

## Armoiries
| Figure | Blasonnement |
|        | Armes du baron de La Roncière et de l'Empire (décret du 19 mars 1808, lettres patentes du 20 juillet 1808 (Bayonne)). Écartelé; au premier et quatrième d'azur au chevron d'or, accompagné en chef de deux étoiles d'argent, et en pointe d'une colombe d'argent portant au bec une branche d'olivier de sinople; au deuxième des barons militaires; au troisième de gueules, au casque de dragons d'or surmonté d'une crinière de sable. Livrées : les couleurs de l'écu. |
|        | Armes du baron de Clément de La Roncière sous la Restauration et la Monarchie de Juillet D'azur, au chevron d'or, accompagné en chef de deux étoiles d'argent et en pointe d'une colombe du même, tenant en son bec une branche d'olivier de sinople, au chef d'or, chargé d'un dextrochère de gueules, et au canton senestre de gueules, chargé d'un casque de dragon d'or, à la crinière de sable.                                                                       |